# Canarium perlisanum
Canarium perlisanum är en tvåhjärtbladig växtart som beskrevs av Leenh.. Canarium perlisanum ingår i släktet Canarium och familjen Burseraceae. Inga underarter finns listade i Catalogue of Life.